# Mateo Zuleta
Mateo Zuleta Rendón (Medellín, Antioquia, Colombia; 7 de junio de 2002) es un futbolista colombiano. Juega de extremo.Actualmente juega en el Once Caldas de la Categoría Primera A de Colombia.

## Trayectoria
Con paso en diversas categorías inferiores de distintos clubes, Zuleta comenzó su carrera en 2023 en el Leones F.C. de la Categoría B. En su primer año, anotó 13 goles en 34 encuentros.
El 11 de enero de 2024, el jugador fue cedido al Atlético Goianiense de la Serie A de Brasil.

## Estadísticas
Actualizado al último partido disputado el 17 de marzo de 2024.
| Club                         | Div.          | Temporada     | Liga  | Liga  | Estatal | Estatal | Copas nacionales | Copas nacionales | Copas internacionales | Copas internacionales | Total | Total |
| Club                         | Div.          | Temporada     | Part. | Goles | Part.   | Goles   | Part.            | Goles            | Part.                 | Goles                 | Part. | Goles |
| ---------------------------- | ------------- | ------------- | ----- | ----- | ------- | ------- | ---------------- | ---------------- | --------------------- | --------------------- | ----- | ----- |
| Leones F.C. · Colombia       | 2.ª           | 2023          | 34    | 13    | —       | —       | —                | —                | —                     | —                     | 34    | 13    |
| Leones F.C. · Colombia       | Total club    | Total club    | 0     | 0     | 0       | 0       | 0                | 0                | 0                     | 0                     | 34    | 13    |
| Atlético Goianiense · Brasil | 1.ª           | 2024          | 0     | 0     | 11      | 0       | —                | —                | —                     | —                     | 11    | 0     |
| Atlético Goianiense · Brasil | Total club    | Total club    | 34    | 13    | 11      | 0       | 0                | 0                | 0                     | 0                     | 11    | 0     |
| Total carrera                | Total carrera | Total carrera | 0     | 0     | 11      | 0       | 0                | 0                | 0                     | 0                     | 45    | 13    |